# Saal (Architektur)

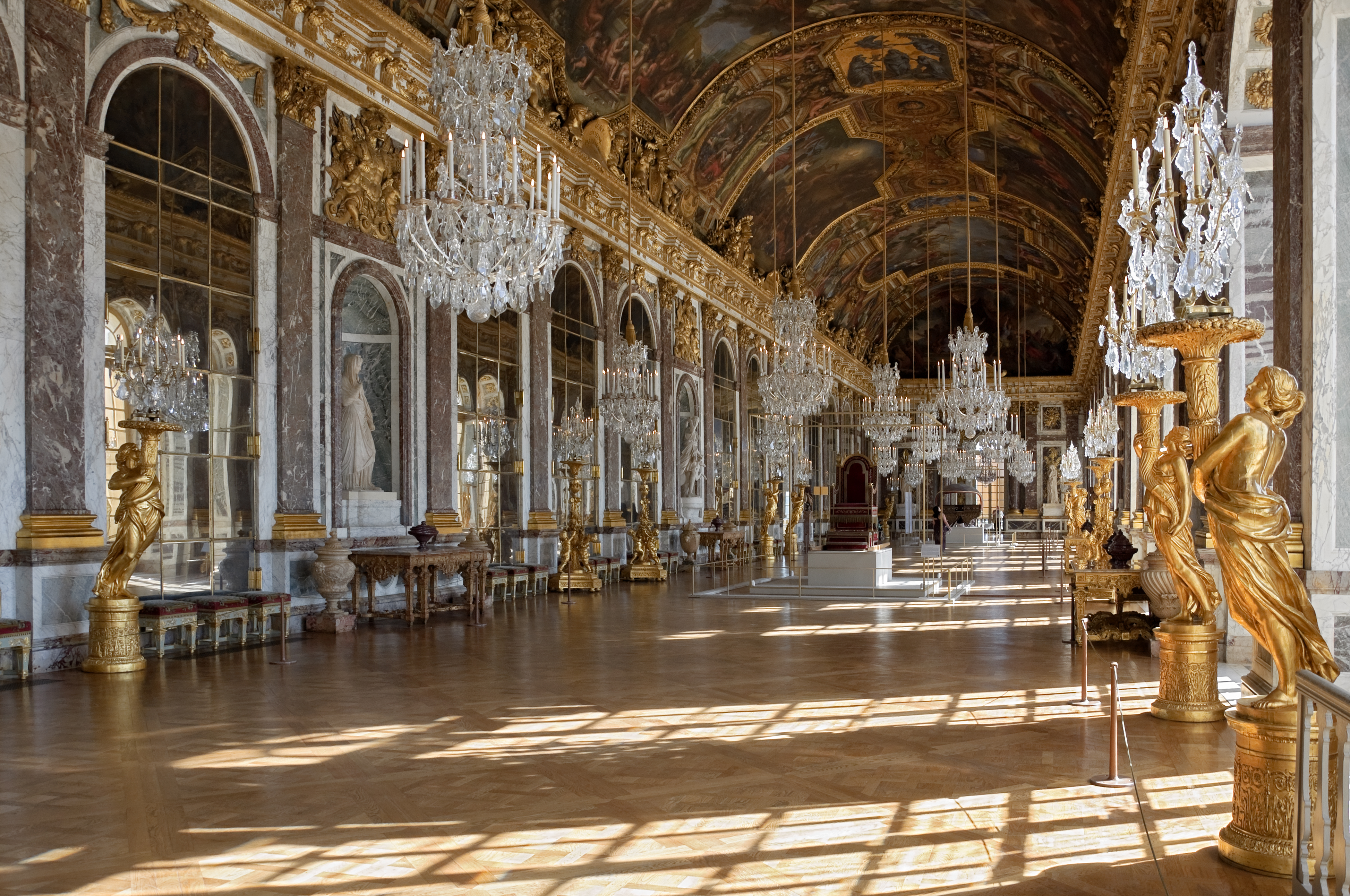
Spiegelsaal von Versailles

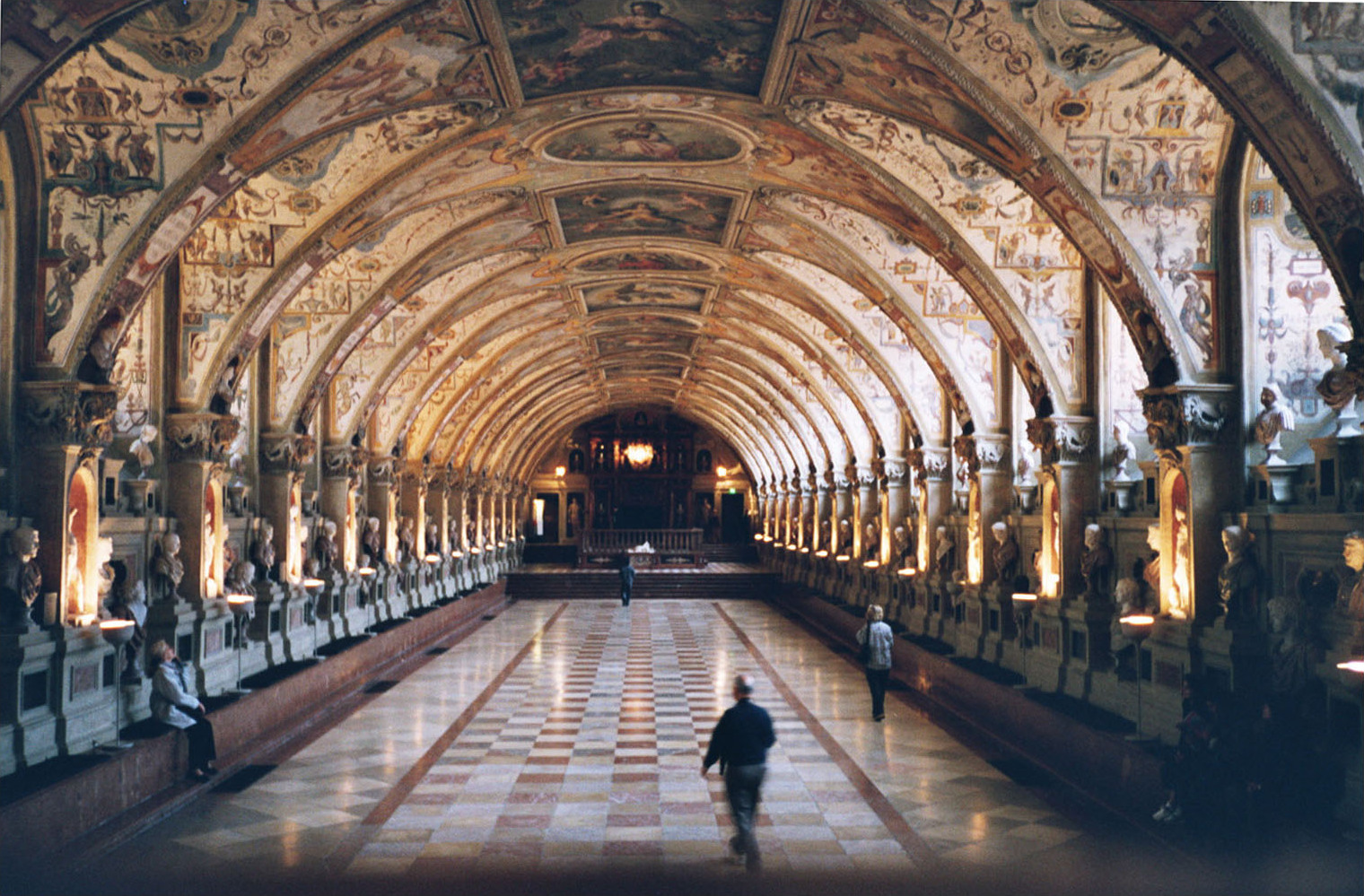
Das Antiquarium in der Münchner Residenz, der größte profane Renaissancesaal nördlich der Alpen

Der einstige Kassensaal der Lübecker Steuerbehörde

Als Saal (von althochdeutsch sal, beruhend auf einer Bezeichnung für das germanische Einraumhaus) bezeichnet man in der Architektur einen großen, beheizbaren Raum. Er ist damit von der unbeheizten (Säulen-)Halle zu unterscheiden, aber auch von der kleinen, ebenfalls beheizbaren Stube oder der schlecht bzw. nicht beheizbaren Kammer.
Der Saal ist der Aufnahme einer größeren Personenzahl bestimmt und dient dabei häufig repräsentativen Zwecken. Man findet prunkvolle Säle vor allem in Schlössern, Palästen, Rathäusern und Klöstern. Ein berühmtes Beispiel ist der Spiegelsaal im Schloss Versailles.

## Eigenschaften
Oft wurden in Sälen Feste und Bälle veranstaltet. Größere Räume auch in modernen Gebäuden werden daher häufig immer noch Festsaal und Ballsaal genannt. Auch die Begriffe Veranstaltungssaal, Theatersaal oder Konzertsaal werden häufig gebraucht, obwohl diese Räume dem traditionellen Begriff eines Saales meistens nicht annähernd gerecht werden.
In den niederdeutschen Bürgerhäusern gab es sehr häufig einen größeren Raum, der bereits in den alten Urkunden als Saal bezeichnet wird. Dieser befand sich zumeist im hinteren Teil des Hauses und war in der Regel unterkellert. Er diente dem Hausherrn als Schlafgemach, aber auch als Repräsentationsraum, in dem Feste veranstaltet und wichtige Verträge abgeschlossen wurden.

## Saal als Konstruktionsterminus
In Bezug auf die Bauweise bezeichnet der Begriff Saal einen großen, nicht durch Säulen oder Pfeiler unterteilten Raum. Davon wird der Terminus Halle abgegrenzt, der einen durch Säulen oder Pfeiler in mehrere, gleich hohe Schiffe unterteilten Raum beschreibt.